# Cadlina
Cadlina Bergh, 1878 è un genere di molluschi nudibranchi della famiglia Cadlinidae.

## Distribuzione e habitat
Questi nudibranchi, vivono principalmente nelle acque costiere dell'arcipelago di Capo Verde.

## Tassonomia
Sono riconosciute le seguenti specie:
- Cadlina abyssicola Valdés, 2001
- Cadlina affinis Odhner, 1934
- Cadlina dubia Edmunds, 1981
- Cadlina excavata (Pruvot-Fol, 1951)
- Cadlina flavomaculata MacFarland, 1905
- Cadlina georgiensis Schrödl, 2000
- Cadlina jannanicholsae Korshunova et al., 2020
- Cadlina japonica Baba, 1937
- Cadlina kamchatica Korshunova, Picton, Sanamyan & Martynov, 2015
- Cadlina kerguelensis Thiele, 1912
- Cadlina klasmalmbergi Korshunova et al., 2020
- Cadlina laevis (Linnaeus, 1767)
- Cadlina limbaughorum Lance, 1962
- Cadlina luteomarginata McFarland, 1966
- Cadlina magellanica Odhner, 1926
- Cadlina modesta MacFarland, 1966
- Cadlina nigrobranchiata Rudman, 1985
- Cadlina pacifica Bergh, 1879
- Cadlina paninae Korshunova et al., 2020
- Cadlina pellucida (Risso, 1826)
- Cadlina rumia Er. Marcus, 1955
- Cadlina scabriuscula (Bergh, 1890)
- Cadlina sparsa (Odhner, 1921)
- Cadlina sylviaearleae Korshunova et al., 2020
- Cadlina tasmanica Rudman, 1990
- Cadlina umiushi Korshunova, Picton, Sanamyan & Martynov, 2015
- Cadlina willani M.C. Miller, 1980